# 猫鲨科
猫鲨科（學名：Scyliorhinidae），為軟骨魚綱真鲨目的一個科。

## 分類
猫鲨科下分17个属约150物种，是鲨总目中最大的科，雖然它們通常被稱為貓鯊，但由於以前的命名，某些物種也可以被稱為角鯊。然而，角鯊通常可以與貓鯊區分開來，因為貓鯊產卵，而角鯊則是卵胎生。與大多數底棲捕食者一樣，貓鯊以底棲無脊椎動物和較小的魚類為食。它們對人類無害：
- Akheilos White, Fahmi & Weigmann, 2019
  - Akheilos suwartanai White, Fahmi & Weigmann, 2019[5]
- 光尾鯊屬 Apristurus Garman, 1913：又稱篦鯊屬。
- 圓吻貓鯊屬 Asymbolus Whitley, 1939
- 斑鯊屬 Atelomycterus Garman, 1913
- 長唇溝鯊屬 Aulohalaelurus Fowler, 1934
- Bavariscyllium Thies, 2005
- Bythaelurus Compagno, 1988
- Cadiera Guinot, Cappetta & Adnet, 2014
- Casieria Noubhani & Cappetta, 1997
- 絨毛鯊屬 Cephaloscyllium Gill, 1862
- 圓頭鯊屬 Cephalurus Bigelow & Schroeder, 1941
- Crassescyliorhinus Underwood & Ward, 2008
- Cretascyliorhinus Underwood & Mitchell, 1999
- Figaro Whitley, 1928
- Foumtizia Noubhani & Cappetta, 1997
- 鋸尾鯊屬 Galeus Rafinesque, 1810：又稱蜥鯊屬。
- 梅花鯊屬 Halaelurus Gill, 1862
- 寬瓣鯊屬 Haploblepharus Garman, 1913
- 似梅花鯊屬 Holohalaelurus Fowler, 1934
- Microscyliorhinus Case, 1994
- Pachyscyllium Reincke, Moths, Grant & Breitkreutz, 2005
- Palaeoscyllium Wagner, 1857
- 盾尾鯊屬 Paramaturus Garman, 1906
- Pararhincodon Herman, 1975
- Parasymbolus Candoni, 1993
- Parmaturus Garman, 1906
- 單鰭貓鯊屬 Pentanchus Smith & Radcliffe, 1912
- Platyrhizoscyllium Adnet, 2006
- 長鬚貓鯊屬 Poroderma Smith, 1838
- Porodermoides Noubhani & Cappetta, 1997
- Premontreia Cappetta, 1992
- Prohaploblepharus Underwood & Ward, 2008
- Protoscyliorhinus Herman, 1975
- Pteroscyllium Cappetta, 1980
- 短唇溝鯊屬 Schroederichthys Springer, 1966
- Scyliorhinotheca Kiel, Peckmann & Simon, 2013
- 貓鯊屬 Scyliorhinus Blainville, 1816
- Scylliodus Agassiz, 1843
- Sigmoscyllium Guinot, Underwood, Cappetta & Ward, 2013
- Stenoscyllium Noubhani & Cappetta, 1997
- Thiesus Guinot, Cappetta & Adnet, 2014
- Thyellina Agassiz, 1838

## 分布
本科魚類廣泛分布於全球各溫帶、熱帶水域。

## 深度
從淺水域到深達1500公尺以上之深淵皆有其蹤跡。

## 特徵
本科魚類頭部扁平，吻端鈍圓，體軀在尾鰭以後側扁。口寬廣、弧形彎曲，口角多少有唇溝。齒細小，每齒有一中央尖頭，兩側有一個或數個小尖頭，多行一起使用。背鰭2枚，亦有1枚者，小形，無棘；第一背鰭常位於腹鰭起點。背鰭中型，尾基一般無凹窪；尾柄兩側則無縱走脂稜脊。有瞬膜，类似于猫的眼睛，一般身上都有彩色斑点和条纹。尾鳍水平不上翘。體長最大的有4公尺长，最小的不超过40公分。

## 生態
本科魚類常出現在沙泥地、石礫灘，甚至礁岩區，游泳能力較差，不會進行長距離遷徙，屬夜間性，白天多在岩縫中睡眠，部分種類，雄魚和雌魚生活在不同的區域；雄魚傾向於生活在開放的海底，而雌魚則傾向於生活在洞穴中。肉食性，以甲殼類、魚類及軟體動物為食。卵生，少数种类是卵胎生，卵為長方形角質囊。體常有條紋或斑紋做為欺敵之保護色。

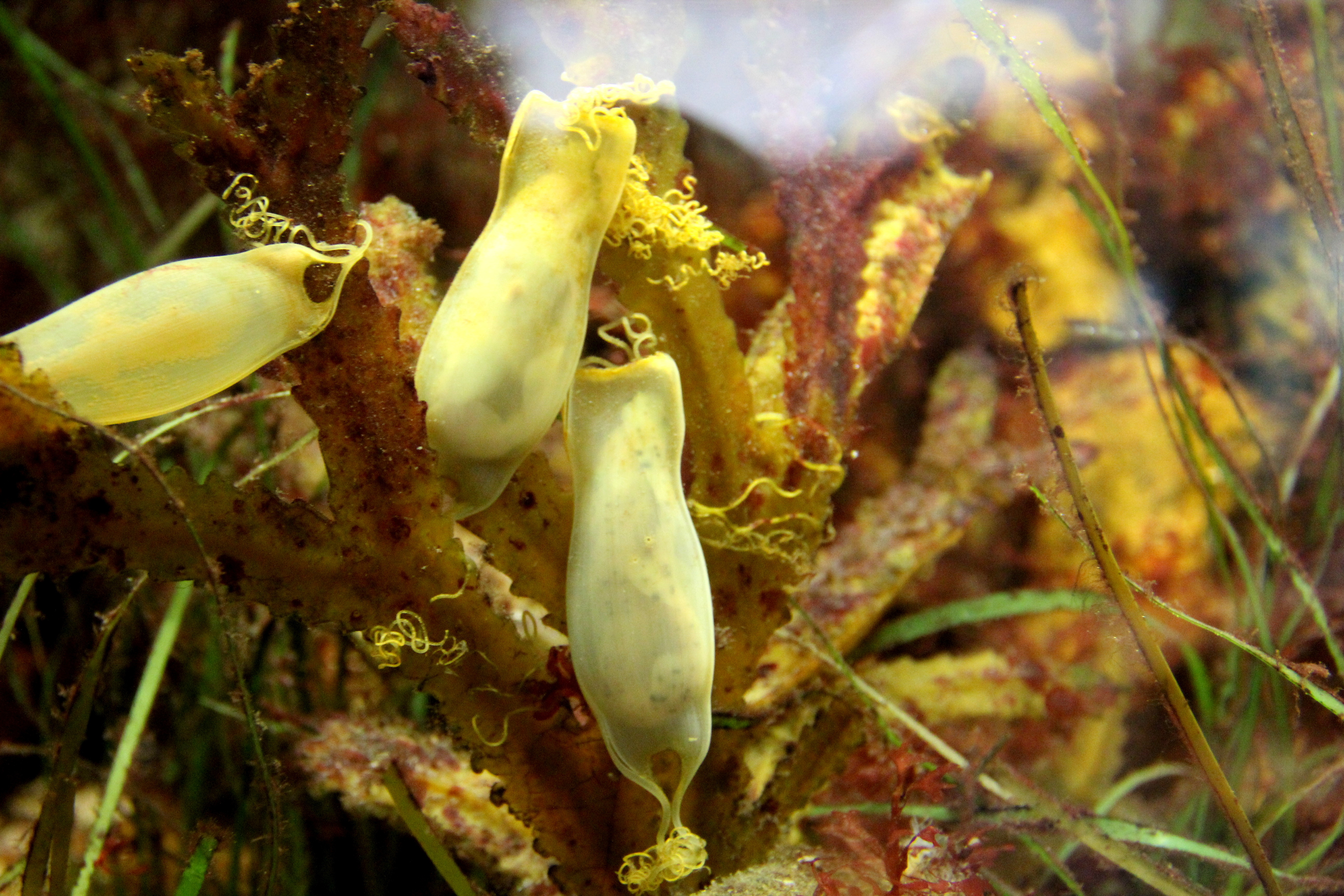
貓鯊的卵

## 經濟利用
食用魚，剝皮後，紅燒或煮薑絲，亦可做成鯊魚煙。魚體小型者，則充當下雜魚。部分種類可做為觀賞魚。